# ويليام ديفيس (اقتصادي)
ويليام ديفيس (بالإنجليزية: William Davis)‏ هو مذيع وصحفي واقتصادي بريطاني، ولد في 6 مارس 1933 في هانوفر في ألمانيا، وتوفي في 2 فبراير 2019 في كان في فرنسا بسبب نوبة قلبية.